# Hello (chanson d'Ice Cube)
Pour les articles homonymes, voir Hello.
Albums de Ice Cube featuring Dr. Dre & MC Ren
"You Can Do It"
(1999) "Until We Rich"
(2000)
Hello est le premier single d'Ice Cube du sixième album studio War & Peace Vol. 2 (The Peace Disc).

## Musique
La musique est une réunion de N.W.A avec ses coéquipiers Dr. Dre et MC Ren. Les paroles du refrain sont :
« I started this gangsta shit.
And this the muthafuckin' thanks I get?!
Hello. »
Ces lignes son adaptées de la musique The Watcher de l'album 2001 de Dr. Dre.
La musique peut être trouvé comme une piste bonus, comme Chin Check (en), sur l'album Greatest Hits de N.W.A, et apparait sur la compilation Greatest Hits d'Ice Cube de 2001. Il mentionne aussi le rappeur Eazy-E et le label Ruthless Records.

## Position
| Top (2000)      | Position |
| --------------- | -------- |
| Rhythmic Top 40 | 1        |

## Clip vidéo
Le clip vidéo de la musique possède des scènes similaire à celui d'Alwayz into Somethin' de N.W.A.